# Angadanan
Angadanan (Bayan ng Angadanan) är en kommun i Filippinerna. Kommunen ligger på ön Luzon, och tillhör provinsen Isabela. Folkmängden uppgår till 36 788 invånare.

## Barangayer
Angadanan är delat i 59 barangayer.
| - Allangigan - Aniog - Baniket - Bannawag - Bantug - Barangcuag - Baui - Bonifacio - Buenavista - Bunnay - Calabayan-Minanga - Calaccab - Calaocan - Kalusutan - Campanario - Canangan - Centro I (Pob.) - Centro II (Pob.) - Centro III (Pob.) - Consular | - Cumu - Dalakip - Dalenat - Dipaluda - Duroc - Lourdes (El Escaño) - Esperanza - Fugaru - Liwliwa - Ingud Norte - Ingud Sur - La Suerte - Lomboy - Loria - Mabuhay - Macalauat - Macaniao - Malannao - Malasin - Mangandingay | - Minanga Proper - Pappat - Pissay - Ramona - Rancho Bassit - Rang-ayan - Salay - San Ambrocio - San Guillermo - San Isidro - San Marcelo - San Roque - San Vicente - Santo Niño - Saranay - Sinabbaran - Victory - Viga - Villa Domingo |